# Грамоты Антония Римлянина
Гра́моты Анто́ния Ри́млянина — два документа (купчая и духовная) Антония Римлянина, которые считаются одними из ранних русских частных актов (написанные до 1147 года), но подвергаемые сомнениям в подлинности.

## Тексты грамот

### Текст купчей
В купчей грамоте идёт речь о покупке земли за сто рублей у Смехна и Прохна, Ивановых посадничьих детей. Кроме того, упоминаются границы полученного землевладения:
А обвод тои земли от реки от Волхова Виткою ручьем вверх, да на Лющик, да Лющиком ко кресту, а от креста на коровеи прогон, а коровем прогоном на олху, а от олхи на еловои куст, от елового куста на верховье на Донцовое, а Донцовым внис, а Донец впал в Деревяницу, а Деревяница впала в Волхов. А тои земли и межа.
Эта грамота является типичной для купчей, так как здесь указываются покупатель и продавец, цена покупки и описание границ покупаемой территории.

### Текст духовной грамоты
В духовной грамоте Антоний уведомляет, что не брал имений у князя и у епископа, лишь получал благословение от епископа Никиты. Даёт согласие на выборы в игумены из братии, но против того, чтобы кто-то из братии пытался получить игуменство мздою или насилием, а также если за мзду епископ будет ставить в игумены или кто иной с помощью насилия его хочет добыть. Также ведёт речь о том, что за свои деньги купил для монастыря село Волховское у Семёна и Прокопия, Ивановых детей посадничьих.

## Тяжба
Купчая Антония Римлянина впервые всплывает в 1573 году («лета 7081 августа в 15 день») в связи с тяжбой между Антониевым монастырём и новгородскими посадскими за землю. Игумен монастыря предоставил купчую в доказательство на спорную землю царю Ивану Грозному. Эта земля была оставлена за монастырём. Помимо этой, челобитные подавались ещё три раза: в 1584 году («лета 7092 августа в 31 день») к царю Фёдору Ивановичу, в 1606 году к царю Василию Ивановичу Шуйскому («лета 7114 июля в 30 день») и в 1617 году к царю Михаилу Фёдоровичу Романову («лета 7125 июня в 24 день»).

## Полемика вокруг подлинности грамот

### Дореволюционная полемика
Вокруг этих грамот идёт более чем вековой спор, являются ли они подлинными или поддельными, и какая может быть датировка этих документов. В. О. Ключевский не сомневался в подлинности, но его смущала внешняя форма двух грамот. Одним из таких сомнений было то, что в монастырских актах XVI века, касающихся тяжбы, упоминается лишь одна грамота Антония — «духовная купчая ободная». Также вызывает сомнения то, что, в отличие от духовной, где фигурируют гривны, в купчей покупка совершена за рубли. Однако некоторые сведения из грамот попали в Житие Антония. По мнению М. Ф. Владимирского-Буданова, изменения в языке купчей не дают права отвергать её подлинность. Е. Е. Голубинский вовсе отмёл купчую грамоту как «позднейшую и поддельную», зато духовную считал подлинной, но только сохранившейся «в новом языке и с повреждённым чтением».

### Полемика 1930—1960-х годов
Сигизмунд Валк был убеждён, что обе грамоты могут быть датированы XVI веком, а не XII веком. Он обратил внимание на то, что Ивану Грозному в 1573 году была предъявлена грамота, которая ранее не фигурировала в деле тяжбы. Он отметил также путаницу — неизвестно, по какой из двух грамот царь подтвердил землевладение за Антониевым монастырём. Помимо этого, нужда в агиографической работе по почитанию памяти Антония появилась в середине XVI века, так как этого почитания не было во времена Макарьевских соборов 1547 и 1549 годов и только с 1550 года начали его называть Римлянином.
В полемику с Валком за подлинность этих грамот вступил Михаил Тихомиров. Последний считал грамоты записанными в XII веке, так как сами посадские люди не подвергали сомнению подлинность предъявленных грамот во время тяжбы. В пользу подлинности говорит также то, что купчая Антония по поводу межи была неопределённой. Если бы священники подделывали купчую, то межи были бы чётко определены в своих границах.
Тихомиров приводил доказательства, что Житие Антония возникло в начале XVI века, одними из источников которого были грамоты Антония, что даёт возможность оспорить версию Валка о возникновении грамот в 1573 году. Замена гривен на рубли, как считает он, вполне обычное дело при обновлении источников. Словесная формула купчей «А се вы поведаю, дети моя, труд свой» типична для XII века, что является также доказательством давности документа. Конечное заклятие грамоты «а кто на сю землю наступит, а то управит мати божия» также типично для XII—XIII веков. По отношению к духовной вовсе не может быть причин для подозрений в подложности, так как она правильно написана для XII века и полна архаизмами, характерными для того времени.
Александр Зимин считал, что вопрос о подлинности грамот не может считаться решённым окончательно, хоть и соглашался с крайней датировкой документов согласно дате смерти Антония Римлянина (то есть 1147 годом). В полемике между Валком и Тихомировым, как отмечалось Копаневым, в исторической науке возобладала точка зрения последнего, в некоторых работах эти документы обозначались как подлинные. Однако проделанная Тихомировым работа не разрешила всех проблем, связанных с начальным существованием древнерусских актов.

### Полемика 1970-х — 1990-х годов
Некоторые исследователи того времени сходятся в том, что купчая могла быть поддельной, но она имела подлинный прообраз. Не сходятся только в датировке этого прообраза: В. Л. Янин уверен, что он был написан в XIV в., а В. Ф. Андреев относит его к XII в., ко времени жизни Антония Римлянина. Большинство историков духовную грамоту определяли как подлинную (Ю. Г. Алексеев, М. Б. Свердлов, В. Л. Янин и др.). Только лишь С. М. Каштанов полагал, что из-за своей терминологии духовная грамота ближе к XIV в., чем к XII веку. В. Л. Янин предполагает, что духовная грамота была написана между 1110 и 1131 гг.

## Издания грамот

### Купчая
- Амвросий. История Российской иерархии. — М.: Синодальная тип., 1811. — Ч. III. — С. 123—124.
- Карамзин Н. М. Примечания ко II тому Истории государства Российского // Он же. История государства Российского. — СПб.: Тип. Н. Греча, 1818. — Т. II. — С. 112—113, прим. 210.
- Владимирский-Буданов М. Ф. Христоматия по истории русского права. — К.: Императорский Университет Св. Владимира, 1876. — Вып. 1. — С. 113.
- Грамоты Великого Новгорода и Пскова / Под ред. С. Н. Валка. — М.—Л.: Академия наук СССР, 1949. — С. 159.
- Янин В. Л. Грамоты Антония Римлянина и их датирование // Он же. Очерки комплексного источниковедения: Средневековый Новгород. — М.: Высшая школа, 1977. — С. 59.

### Духовная
- Амвросий. История Российской иерархии. — М.: Синодальная тип., 1811. — Ч. III. — С. 124—126.
- Карамзин Н. М. Примечания ко II тому Истории государства Российского // Он же. История государства Российского. — СПб.: Тип. Н. Греча, 1818. — Т. II. — С. 113—114, прим. 210.
- Грамоты Великого Новгорода и Пскова / Под ред. С. Н. Валка. — М.—Л.: Академия наук СССР, 1949. — С. 159—161.
- Янин В. Л. Грамоты Антония Римлянина и их датирование // Он же. Очерки комплексного источниковедения: Средневековый Новгород. — М.: Высшая школа, 1977. — С. 58—59.